# Summer Days (and Summer Nights!!)
Summer Days (and Summer Nights!!) es el noveno álbum de estudio por The Beach Boys, y el segundo de 1965. El álbum anterior de la banda, Today! (marzo de 1965), representó la salida del grupo de temas como el surf, los automóviles y el amor adolescente, pero se vendió por debajo de las expectativas de Capitol. En respuesta, el sello presionó al grupo para producir éxitos más grandes. Summer Days devolvió así la música de la banda a temas más simples para un último álbum, con Brian combinando las demandas comerciales de Capitol con su vocación artística.
Producido por Brian Wilson, Summer Days alcanzó el número dos en Billboard Hot 100 estando 33 semanas en listas y el número cuatro en la lista de álbumes del Reino Unido, estos son las mejores posiciones que se dieron en un álbum de estudio de los Beach Boys. Dos sencillos fueron emitidos del álbum: "Help Me, Rhonda", que se convirtió en el segundo número uno del grupo en los Estados Unidos, y "California Girls", que alcanzó el número tres.

## Historia
Muchos críticos consideran que Summer Days (and Summer Nights!!) es un retroceso en el progreso que se había logrado en Today!. Brian Wilson con cuidado había compuesto canciones intrincadas bajo las palabras alegres de "Amusement Parks U.S.A." y "Salt Lake City", también grabó un instrumental con cuerdas llamado "Summer Means New Love", y aún más tranquilo el intro sinfónico a su nuevo -y sensacional- "California Girls", la canción fue editada en sencillo y llegó al puesto n.º 3 en Estados Unidos. Es claro que Wilson se construía y maduraba hacia lo que se llamaría Pet Sounds al año siguiente.
"The Girl From New York City" era una respuesta a "The Boy From New York City" y "Then I Kissed Her" era la tentativa de Brian por competir con Phil Spector. Una grabación acertada y un segundo número uno en Estados Unidos fue "Help Me, Rhonda", con Al Jardine en la voz principal, era una nueva grabación de Today! la canción fue retitulada a "Help Me, Rhonda". "Girl Don't Tell Me" con Carl en la voz principal, no destacó a ningún otro que los cinco Beach Boys, solo ellos mismos en sus respectivos instrumentos (en lugar de los músicos de sesión habituales), con una instrumentalización un poco parecida a "Ticket To Ride" de The Beatles.
Además de "California Girls", otro gran progreso en Summer Days fue "Let Him Run Wild".
"I'm Bugged at My Ol' Man", ninguno pudo ser demasiado sutil para empujar al padre de los Wilson Murry Wilson, quien había sido despedido de su puesto como el representante de la banda, aunque él de vez en cuando aparecía en el estudio para "apoyar" de forma dudosa a Brian.

## Portada
En este álbum es donde por primera vez aparece Bruce Johnston en la banda, como reemplazo de Brian, no era un miembro "oficial" aún, pero a Brian le pareció que las habilidades de Johnston eran lo bastante buenas para convertirlo en un contribuyente vocal. Bruce a menudo acompañaría al grupo en las fotos, pero tenía prohibido hacer apariciones públicas debido a un contrato preexistente con Columbia Records. No obstante, apareció en una pequeña foto en la parte trasera en Beach Boys Party en 1965, y también en fotos de la contratapa de Pet Sounds en 1966. Su cara apareció por primera vez en Friends de 1968, pero retratada. Meses después en el mismo año, su cara fotografiada apareció por primera vez para la portada del álbum Stack-O-Tracks donde apareció en la portada junto a los demás miembros del grupo incluso Brian también apareció en la portada, el álbum 20/20 lanzado al año siguiente fue el segundo álbum donde apareció en la portada. Al Jardine estuvo ausente en la sesiones de fotos del barco de vela debido a que se encontraba enfermo.

## Recepción
El álbum demostró ser otro éxito de ventas y llegó al disco de oro en Estados Unidos, dónde llegó a su pico en el número n.º 2 (detrás The Rolling Stones y su Out of Our Heads) y el año siguiente, Summer Days (and Summer Nights!!) alcanzaría el puesto n.º 4 en el Reino Unido. Junto con Surfin' USA de 1963, sigue siendo el álbum de estudio de mayor crecimiento del grupo en los Estados Unidos. El sencillo principal del álbum, "Help Me, Rhonda", encabezó el Billboard Hot 100 de Estados Unidos.
En una revaluación de 2011, BBC Music observó que la lista de canciones de Summer Days "como un Greatest Hits", y sintió que el álbum es injustamente desprestigiado porque "simplemente esta cargado con orgullosas canciones pop". En comparación con el trabajo posterior de los Beach Boys: "Si Pet Sounds es el favorito de la crítica, Summer Days es quizás el día de la gente en la playa". Ese mismo año, el diario en línea Rocksucker elogió el álbum, colocándolo en el puesto 4.º en su lista de Ten Underappreciated Beach Boys LPs (en español: Los diez LPs de los Beach Boys más menospreciados), pero lo considera "una colección inconsistente cuyos puntos altos son realmente grandes y los puntos bajos que van desde simplemente bueno a casi pasando el examen".

## Material inédito
Una toma de las sesiones del álbum se conoce como "Sandy" o "Sherry She Needs Me", y fue escrita por Brian Wilson con Russ Titelman junto a la canción "Guess I'm Dumb". "Sherry She Needs Me" fue regrabada más tarde por los Beach Boys durante las sesiones de Love You de 1976. La composición permaneció inactiva hasta 1998, cuando Wilson la terminó finalmente como "She Says That She Needs Me" para su álbum en solitario Imagination de 1998. La versión de The Beach Boys de "Sherry She Needs Me" fue lanzada más tarde en 2013 para en el box set Made in California.

## Listado de canciones
Todas las canciones escritas y compuestas por Brian Wilson y Mike Love, excepto donde está indicado. 
| Lado A |                                                             |                          |          |  |
| N.º    | Título                                                      | Vocalista principal      | Duración |  |
| 1.     | «The Girl from New York City»                               | Mike Love                | 2:00     |  |
| 2.     | «Amusement Parks USA»                                       | Brian Wilson y Mike Love | 2:29     |  |
| 3.     | «Then I Kissed Her» (Phil Spector, E. Greenwich y J. Barry) | Al Jardine               | 2:15     |  |
| 4.     | «Salt Lake City»                                            | Brian Wilson y Mike Love | 2:00     |  |
| 5.     | «Girl Don't Tell Me» (Brian Wilson)                         | Carl Wilson              | 2:19     |  |
| 6.     | «Help Me, Rhonda»                                           | Al Jardine               | 2:46     |  |

| Lado B |                                           |                                                                            |          |  |
| N.º    | Título                                    | Vocalista principal                                                        | Duración |  |
| 1.     | «California Girls»                        | Mike Love                                                                  | 2:38     |  |
| 2.     | «Let Him Run Wild»                        | Brian Wilson                                                               | 2:20     |  |
| 3.     | «You're So Good to Me»                    | Brian Wilson                                                               | 2:14     |  |
| 4.     | «Summer Means New Love» (Brian Wilson)    | Instrumental                                                               | 1:59     |  |
| 5.     | «I'm Bugged at My Ol' Man» (Brian Wilson) | Brian Wilson (acreditado como "Demasiado avergonzado" en la contraportada) | 2:17     |  |
| 6.     | «And Your Dream Comes True»               | The Beach Boys                                                             | 1:04     |  |

### Reediciones
Summer Days (And Summer Nights!!) se reeditó en CD con The Beach Boys Today!.

## Créditos
Procedente de las hojas del músico AFM Union y audio de la sesión, documentados por Craig Slowinski.
The Beach Boys
- Al Jardine – voz principal, armonías y coros; guitarra eléctrica rítmica; aplausos; bajo en  "You're So Good to Me"
- Mike Love – voz principal, armonías y coros; aplausos
- Brian Wilson – voz principal, armonías y coros; bajo eléctrico en "Then I Kissed Her" y "Girl Don't Tell Me";[19] piano vertical acústico; órgano Hammond; aplausos, tímpanos
- Carl Wilson – voz principal, armonías y coros; guitarra eléctrica: principal, rítmica, acústica y de doce cuerdas; aplausos
- Dennis Wilson – armonías y coros; batería, pandereta, aplausos

Músicos adicionales y personal de producción
- Bruce Johnston – armonías y coros; piano acústico grande, órgano Hammond, celeste; aplausos
- Israel Baker – violín
- Arnold Belnick – violín
- Hal Blaine – batería, timbales
- Chuck Britz – ingeniero de sonido
- Glen Campbell – guitarra eléctrica
- Frank Capp – vibráfono
- Roy Caton – trompeta
- Jerry Cole – guitarra de doce cuerdas
- Al De Lory – órgan
- Joseph DiFlore – viola
- Steve Douglas – saxofón tenor
- James Getzoff – violín
- William Hinshaw – cuerno francés
- Harry Hyams – viola
- Plas Johnson – saxofón tenor
- Carol Kaye – bajo eléctrico
- Bernard Kundell – violín
- Jay Migliorii – saxofón barítono
- Leonard Malarsky – violín
- Jack Nimitz – saxofón bajo
- Bill Pitman – guitarra eléctrica
- Ray Pohlman – bajo eléctrico
- Lyle Ritz – contrabajo
- Howard Roberts – guitarra
- Leon Russell – piano
- Billy Lee Riley – armónica
- Ralph Schaeffer – violín
- Sid Sharp – violín
- Billy Strange – guitarra rítmica, ukulele; pandereta
- Ron Swallow – pandereta
- Tommy Tedesco – guitarra principal en "Summer Means New Love"
- Julius Wechter – claves
- Marilyn Wilson – armónica y coros
- Tibor Zelig – violín